# Heilig-Kreuz-Kirche (Steinfeld)

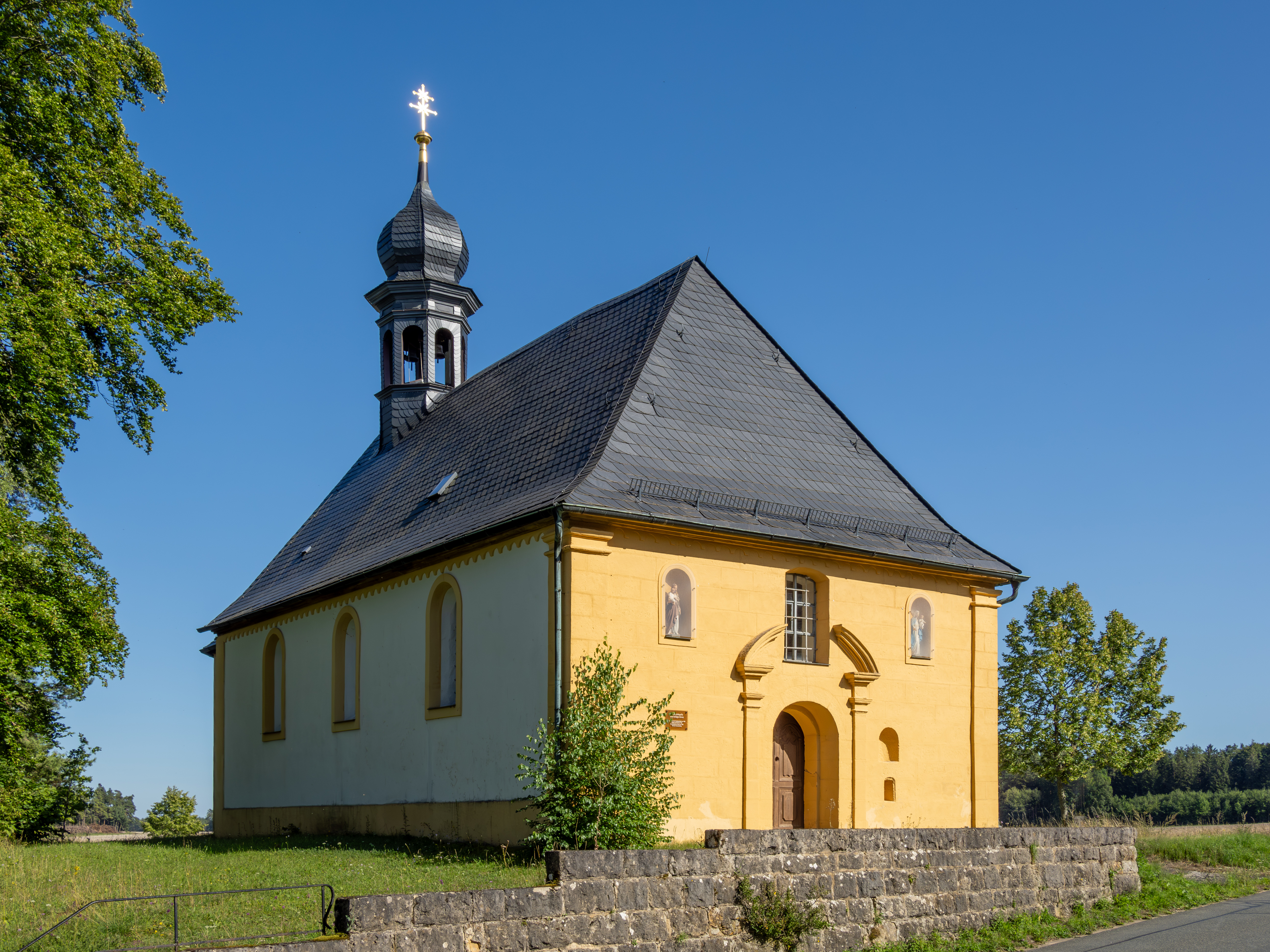
Wallfahrtskirche Heilig-Kreuz bei Steinfeld

Die römisch-katholische Heilig-Kreuz-Kirche, auch Kreuzkapelle genannt, ist eine Wallfahrtskirche. Das denkmalgeschützte Gotteshaus steht bei Steinfeld, einem Gemeindeteil von Stadelhofen im oberfränkischen Landkreis Bamberg (Bayern). Eine Kapelle bestand ab etwa 1655. Die Kirche gehört zum Seelsorgebereich Gügel im Dekanat Bamberg des Erzbistums Bamberg.

## Geschichte und Beschreibung
Eine Kapelle wurde um 1655 errichtet und 1702 erweitert, nachdem die Kapelle zu klein geworden war. 1744 erreichte eine Reliquie, ein Partikel des Heiligen Kreuzes, zusammen mit einer Urkunde aus Rom, die Kreuzkapelle, die in der Folge ein bekannter Wallfahrtsort wurde.
An das Langhaus schließt sich im Osten ein eingezogener, dreiseitig geschlossener Chor mit 5/8-Schluss an, dessen Innenraum mit einem Kreuzgewölbe überspannt ist. Aus dem Satteldach des Langhauses, das im Westen abgewalmt ist, erhebt sich ein achteckiger Dachreiter, der mit einer Zwiebelhaube bedeckt ist. Das von Pilastern flankierte Portal in der Fassade im Westen ist mit einem Sprenggiebel bedeckt. Zur Kirchenausstattung gehört der 1707 gebaute Hochaltar, der von Johann Michael Doser verziert wurde.